# Đài Phát thanh UFO
Đài Phát thanh UFO (tiếng Trung: 飛碟聯播網; Phi điệp liên bá võng) là một đài phát thanh trực thuộc Công ty TNHH Phát thanh Truyền hình UFO có trụ sở ở Đài Bắc, Đài Loan chuyên phát sóng chương trình thuộc đủ mọi đề tài như trò chuyện hàng ngày, quảng bá giáo dục, lịch trình tàu xe và máy bay, thời sự, âm nhạc, hiện tượng huyền bí, UFO, người ngoài hành tinh, quảng cáo công nghiệp và thương mại. Đài này còn phát cả các bản nhạc quốc tế, nhạc đồng quê, nhạc rock và nhạc dân gian. Đài chính thức phát sóng vào ngày 16 tháng 10 năm 1996. Kèm theo khẩu hiệu "Kẻ Mơ Mộng Trên Không" (空中的夢想家).